# Karl Lustenberger
Karl Lustenberger (* 10. Oktober 1952 in Marbach) ist ein ehemaliger Schweizer Skisportler, der im Skispringen und in der Nordischen Kombination international erfolgreich war.

## Werdegang
Lustenberger, der für den SC Marbach startete, konnte seinen ersten internationalen Erfolg mit dem Start bei den Olympischen Winterspielen 1976 in Innsbruck feiern. Mit seinen nur 23 Jahren war er der einzige Schweizer Kombinierer bei den Spielen. Im Einzel der Kombination erreichte er nach einem guten Springen mit Platz 10 und einem durchwachsenen Skilanglauf am Ende den 19. Platz.
Bei der Nordischen Skiweltmeisterschaft 1978 in Lahti startete er im Team bei den Spezialspringern. Gemeinsam mit Walter Steiner, Hansjörg Sumi und Robert Mösching erreichte er Rang sieben sowie im Einzel von der Grossschanze Rang 43.
Beim Holmenkollen-Ski-Festival 1979 gewann Lustenberger erstmals den Einzel-Wettbewerb der Nordischen Kombination. Damit sicherte er sich auch den Startplatz für die Olympischen Winterspiele 1980 in Lake Placid. Dort trat er im Skispringen und in der Kombination an. Im Skisprung-Einzel landete er nach Sprüngen auf 98 und 95 Meter auf dem 30. Platz. Im Einzel der Kombination konnte er seine Sprungleistungen noch einmal steigern. Nach Durchgang zwei lag er zeitweise auf Rang drei, bevor er das Springen als Sechster beendete. Nachdem er im Skilanglauf mit Rang 14 auch ein gutes Ergebnis erreicht hatte, lag er am Ende auf dem sechsten Einzel-Gesamtrang.
Bei der Nordischen Skiweltmeisterschaft 1982 in Oslo startete er noch einmal im Team bei den Kombinierern. Mit der Mannschaft erreichte er den sechsten Rang. Bei den Spezialspringern startete der mittlerweile 29-Jährige nicht mehr.
Nach dem Ende seiner aktiven Karriere engagierte sich Lustenberger als Technischer Delegierter bei der FIS und bei der FISU. Er ist Ehrenmitglied des Luzerner Schneesport-Verbands. Bereits 1983 veröffentlichte er seine Diplomarbeit unter dem Titel Nordische Kombination: Eine Umfrage über die Strukturierung des Trainings in der Vorbereitungsperiode.